# Kweekschool voor de Zeevaart (Amsterdam)

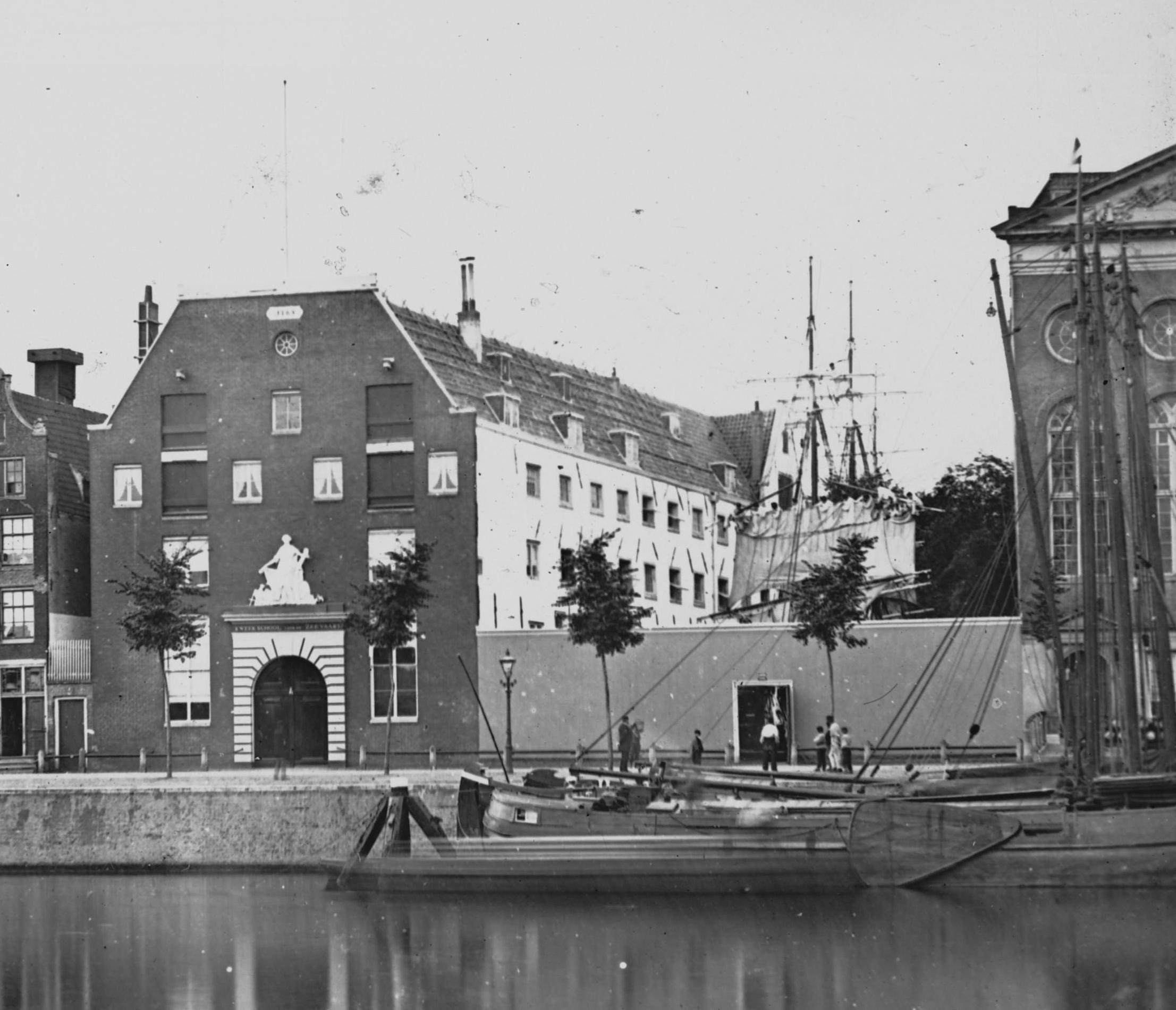
Kweekschool

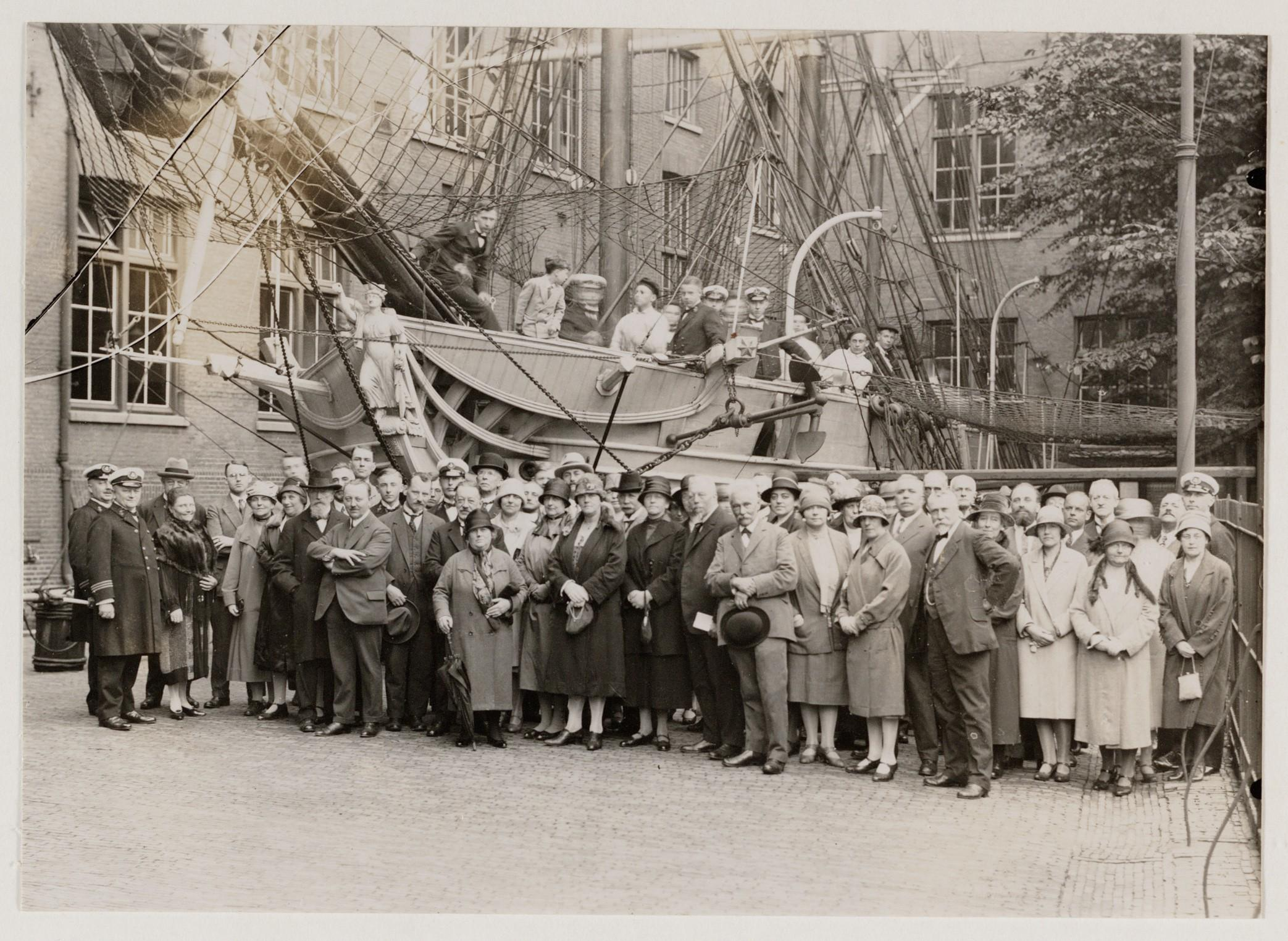
Groepsfoto bij het instructieschip in 1910

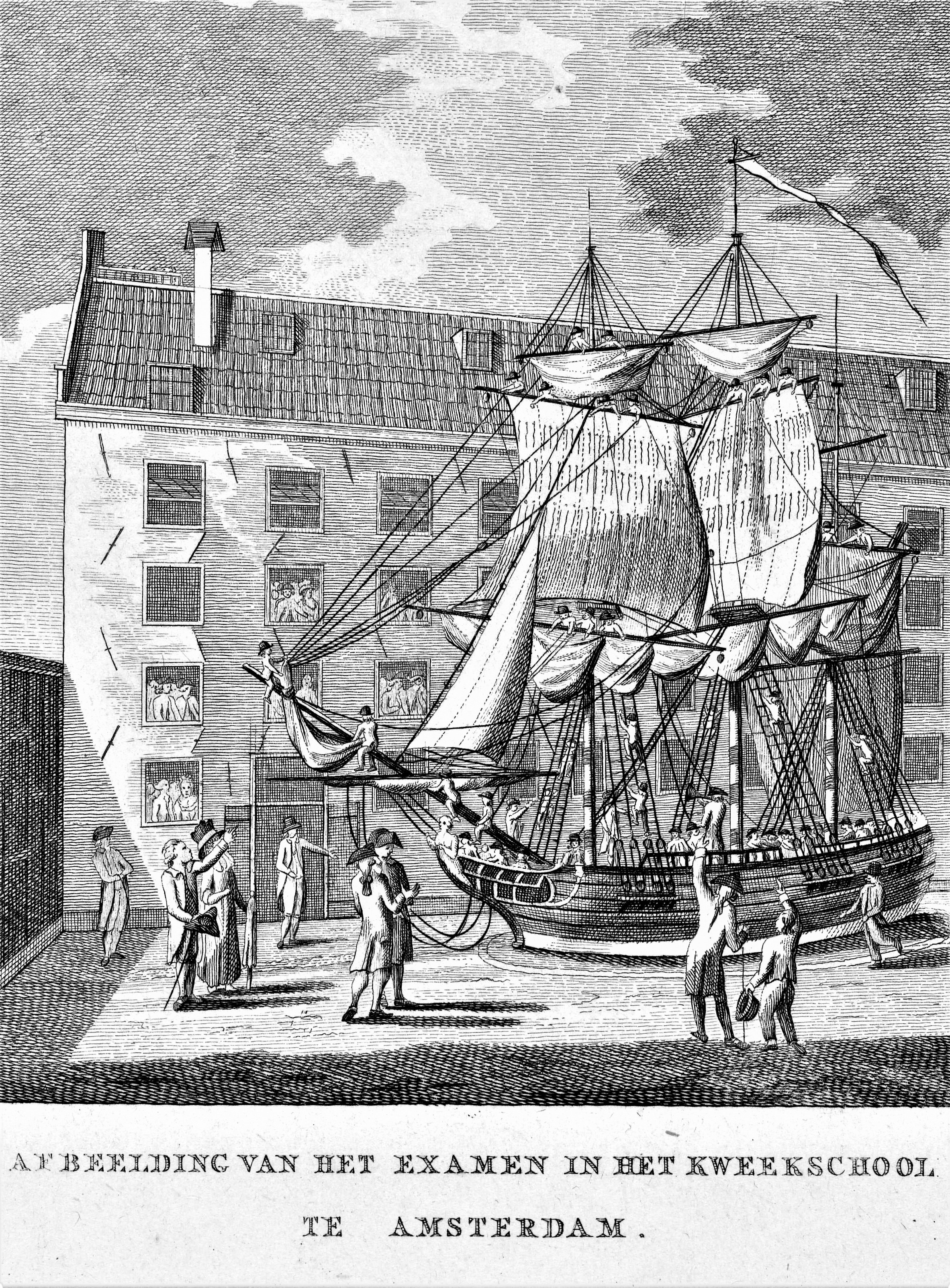

De Kweekschool voor de Zeevaart was een maritieme academie aan de Prins Hendrikkade in Amsterdam. Ze werd in 1785 opgericht en is in 1972 opgegaan in de Hogere Zeevaartschool Amsterdam.

## Geschiedenis
Toen de Kweekschool werd opgericht was dit de eerste instelling op continentaal Europa waar zeevaartkundig onderwijs gecombineerd werd met een internaat. Het was een initiatief van het Vaderlandsch Fonds ter Aanmoediging van ’s Lands Zeedienst en het stadsbestuur stelde hiervoor een pand aan de IJgracht (nu Prins Hendrikkade tussen 's Gravenhekje en Schippersgracht) ter beschikking, het Willige Rasphuis. Dit werd gerenoveerd met veel aandacht voor ventilatie, verlichting en sanitaire voorzieningen, waarna de school in 1785 opende. De [eigenlijk 'het'] Kweekschool voor de Zeevaart was bedoeld om de zonen van de doden en gekwetsten van Doggersbank een gratis opleiding tot zeeman te geven. Het bestuur sprak af dat bij onvoldoende aanmelding ook kinderen uit de laagste sociale groepen konden worden aangenomen - eveneens gratis.
Op het gerucht van nationalisatie van het Nationaal Fonds, slaagden de commissarissen D. Hooft en J.H. van Swinden erin de kist met de waardepapieren van het Fonds te verbergen. Op last van Napoleon Bonaparte werd de school op 27 februari 1811 gesloten. De kwekelingen werden verder door de Marine opgeleid en moesten in  Franse zeekrijgsdienst. De school werd door Willem I heropend op 28 februari 1814. 
In 1826 wordt het gebouw opgeknapt en het schoolstelsel verbeterd. Er komt een schooljaar van september tot juni, gevolgd door examens in juli en een vrije maand augustus. 
In het midden van de 19de eeuw worden andere kweekscholen opgericht waardoor de concurrentie groter wordt. Na de herorganisatie richt men zich op de opleiding tot stuurman. Naast de theoretische lessen komt er meer praktijkervaring.
Rond 1865 wordt besloten het gebouw aan de Prins Hendrikkade af te breken zodra er genoeg geld voor was. Toen de aandelenbeurs weer gestegen was, werd de bouw gestart. De school verhuisde tijdelijk naar een meisjes-HBS aan het Singel, en in 1878 werd het nieuwe schoolgebouw geopend door Willem III. Er komt in 1879 ook een herhalingsschool, waar voormalige leerlingen terechtkunnen om opgeleid te worden voor een hogere rang.
Een andere belangrijke toevoeging was de opleiding tot verkeersvlieger. Deze bestond van 1934-1941. In 1934 gingen de opleidingen tot derde stuurman  naar de Zeevaartschool van het Zeemanshuis.
In 1966 kwam er een opleiding tot scheepswerktuigkundige, en in 1969 werden enkele meisjes toegelaten. In 1971 fuseerden de Kweekschool en de Zeevaartschool tot de Stichting Hogere Zeevaartschool Amsterdam, die in 1977 deel ging uitmaken van de Hogeschool van Amsterdam. Het internaat werd in 2000 gesloten.
Organisatie
In 1785 overlegden  de commissarissen (het bestuur) in een roulerend systeem wekelijks met de ‘commandeur van het Kweekschool’ (het schoolhoofd) en met de onderwijsgevenden. In de openbare jaarvergadering van het Vaderlandsch Fonds legden de commissarissen aan alle donateurs, zowel mannen als vrouwen, verantwoording af over alle werkzaamheden van het afgelopen jaar. Deze ‘lecture’ vond plaats in de grote zaal van het Athenaeum Illustre.De school werd een succes: er was plaats voor 150 leerlingen, maar ieder jaar meldden zich bijna 400 leerlingen aan. De jongens die voor plaatsing in aanmerking kwamen, waren tussen de twaalf en zestien jaar oud en werden door de commissarissen geselecteerd op fysieke kwaliteiten en ‘vlugheid van geest’. Uitgangspunt van het onderwijs was dat alle leerlingen gelijk behandeld moesten worden. Verschillen in geloof of afkomst mochten bijvoorbeeld niet zichtbaar zijn. Om die reden droegen de leerlingen een uniform. Vanuit dit gelijkheidsbeginsel mochten de ouders bij bezoek ook ‘geene zogenaamde snoeperyen’ meenemen - ‘tot voorkoming van de jalousie’. Belangrijk uitgangspunt was verder dat de leerlingen niet bevoor- of benadeeld mochten worden op basis van hun intellectuele capaciteiten. Luiheid werd verafschuwd. De dagindeling van de Kweekschool was gebaseerd op die van een zeilschip. Om vijf uur ’s morgens was het ‘schoon schip’ (opstaan), waarbij de beste leerling, de ‘bakmeester’, de leiding had over een ‘bak’, een groep leerlingen.. De leerlingen waren vervolgens de hele dag in touw en hadden overdag slechts een halfuur vrij. Na het avondeten mocht iedereen tot half negen zijn eigen tijd invullen, waarna de leerlingen ‘te kooi’ gingen en er werd wachtgelopen. Praktijkgericht waren ook de naailessen, de oefeningen op een echt schip dat op de binnenplaats was geplaatst en het exerceren met geweer. Die exercitielessen vonden buiten de school plaats op de Buitenkant. Ook had de Kweekschool de beschikking over verschillende sloepen waarmee geoefend werd. Wanneer de leerling er klaar voor was ging hij op zeestage en de daar opgedane praktijkervaring werd vervolgens naar de nieuwe ‘kweekelingen’ teruggekoppeld. De leerlingen moesten beloven nooit op een slavenschip dienst te doen.
[1] ‘De Bakmeesters moeten nauwkeurig toezien, dat hunne bakgasten zich alle morgen, op den gestelden tyd, kammen en reinigen: daar na moeten zy ieder hun volk opbrengen by den Bootsman, die één voor één naziet, en ze dan elke ploeg met zyn Bakmeester aan ‘t hoofd, vertoont aan den Commandeur, die zelfs het oog over yder moet laten gaan.’
Onderwijs
De Kweekschool was nadrukkelijk bedoeld als een middel om de nakomelingen van de gevallen zeelieden bij Doggersbank te helpen, maar daarnaast functioneerde het onderwijs ook als instrument tot volksverheffing. Het onderwijs was gebaseerd op de nieuwe filantropijnse  pedagogiek. Die was in 1777 in Nederland geïntroduceerd door de lutherse predikant Augustus Sterk, die sinds 1783 in Amsterdam werkte. Hij was bevriend met een van de commissarissen, Johannes Lublink, die dit systeem voor de school uitwerkte. Filantropijns was de opdracht de leerstof met ‘lijdzaamheid en zachtmoedigheid’, kindvriendelijk, aan te bieden. De leraren dienden rekening te houden met de leeftijd en de capaciteiten van het kind. De jongens die ongeschikt waren voor het ‘hoofdwerk’ kregen extra praktijkles, en de commissarissen van de Kweekschool kregen de opdracht er streng op toe te zien dat de leraren het ‘hoofd- en handwerk’ van de leerlingen op een gelijke manier beoordeelden: ‘naar mate zyner vermogens’. Nadrukkelijk wilde men voorkomen dat de latere stuurman op grond van zijn intellectuele capaciteiten anders beoordeeld zou worden dan de latere matrozen. In de lessen waren de leerlingen ingedeeld naar niveau en niet naar leeftijd, waardoor er jongens van verschillende leeftijd in één klas zaten. Het systeem van belonen en straffen op de Kweekschool was eveneens filantropijns. De ijverige leerling kreeg allerlei voorrechten, terwijl een luie leerling ‘door verneedering’ werd gestraft. Die kreeg een plek aan de ‘Luyaarts Tafel’, de zogenaamde ‘nulbak’, de tafel in de eetzaal met het nummer nul, waar hij ‘schaft, bestaande uit hetgeen in andere bakken overblyft’. Vernieuwend in het curriculum was ook de aandacht voor het aankweken van vaderlandslievende gevoelens, en dat leidde ertoe dat de Kweekschool een bolwerk werd van de patriotten. De jaarlijkse herdenking van de Slag op Doggersbank groeide uit tot een patriotse manifestatie die in aanwezigheid van talrijke patriotse kopstukken gevierd werd.

## Oud-kwekelingen
In 1917 werd de Vereeniging van Oud-Kweekelingen van de Kweekschool voor de Zeevaart opgericht. In 1881 had al een reünie van oud-kwekelingen plaatsgevonden. Hier had men geld verzameld om onbemiddelde kwekelingen te ondersteunen. Toen bekend werd dat in 1914 de heropening van de Kweekschool door Willem I zou worden gevierd, werd er weer een reünie georganiseerd, en net als in 1881, werd er weer geld verzameld. Er werd 6500 gulden bijeengebracht, een deel hiervan werd gebruikt om de recreatiezaal in te richten. Omdat de Eerste Wereldoorlog uitbrak, werd het oprichten van de Vereeniging uitgesteld. Toen in 1917 de recreatiezaal klaar was, werd hij omgedoopt in reüniezaal. Op 5 juli 1917 was daar een vergadering met 45 oud-kwekelingen, en op 1 augustus werden de statuten goedgekeurd.  H. Hissink, voorzitter van de reüniecommissie in 1914, werd de eerste voorzitter van de Vereeniging.
In 1935 werd het 150-jarig bestaan van de Kweekschool gevierd door 165 reünisten die in Krasnapolsky samen aten alvorens met de tram naar de Prins Hendrikkade te gaan om de rest van de festiviteiten bij te wonen.

## Kaatje III

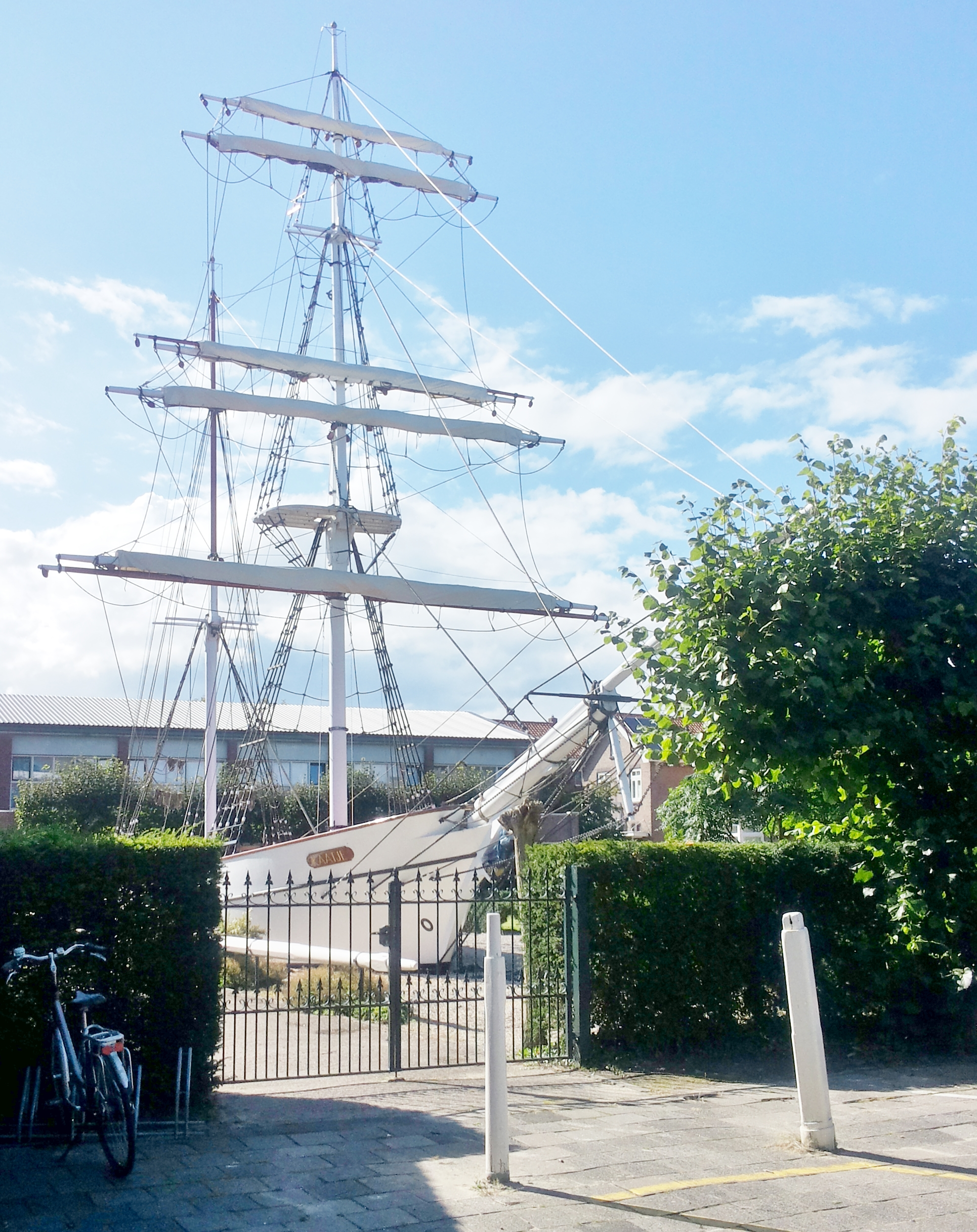
Kaatje III, voormalig oefenschip van beton

De school had een betonnen oefenschip. Na de sluiting van de school werd overwogen het af te breken, maar zij werd gered. Betonspecialisten zaagden haar los van de fundering en daarna werd zij over water naar Enkhuizen gebracht. Daar staat de Kaatje nu bij Enkhuizer Zeevaartschool aan de Kuipersdijk. Zij is nu een rijksmonument.

## Monument
Tijdens de Tweede Wereldoorlog sneuvelden meerdere oud-kwekelingen. In 1949 werd op de binnenplaats van de school het Monument ter herdenking van in de Tweede Wereldoorlog gevallen oud-kwekelingen van Pieter Starreveld onthuld. Dat verhuisde in 2000 naar het Marine Etablissement.